# Tour de Francia 2020
La 107.ª edición del Tour de Francia fue una carrera de ciclismo en ruta por etapas que se celebró entre el 29 de agosto y el 20 de septiembre de 2020 con inicio en Niza y final en París, en Francia. El recorrido constó de un total de 21 etapas sobre una distancia total de 3470 km (kilómetros).
La carrera fue la primera y la más importante de las denominadas Grandes Vueltas de la temporada y formó parte del circuito UCI WorldTour 2020 dentro de la categoría 2.UWT siendo la duodécima competición del calendario de máxima categoría mundial.
Inicialmente previsto para celebrarse entre el 27 de junio y el 19 de julio, el 15 de abril, debido a la pandemia de COVID-19, la UCI anunció el cambio de fechas.
El vencedor final fue el esloveno Tadej Pogačar del UAE Team Emirates, quien con esta victoria se convirtió en el primer ciclista de su país en lograrlo, así como el  segundo corredor más joven en ganar el Tour y el segundo en ganar 3 maillot en clasificaciones en el Tour tras el belga Eddy Merckx (1969). Lo acompañaron en el podio, como segundo clasificado, su compatriota Primož Roglič del Jumbo-Visma y en tercera posición, el australiano Richie Porte del Trek-Segafredo.

## Equipos participantes
Tomaron la partida un total de 22 equipos, de los cuales 19 fueron equipos de categoría UCI WorldTeam y 3 de categoría UCI ProTeam invitados por la organización de la carrera, quienes conformaron un pelotón de 176 ciclistas, de los cuales terminaron 146. Los equipos participantes fueron:
| WorldTeams (19)- AG2R La Mondiale - Astana - Bahrain McLaren - Bora-Hansgrohe - CCC Team - Cofidis - Deceuninck-Quick Step - EF Pro Cycling - Groupama-FDJ - Israel Start-Up Nation - Lotto Soudal - Mitchelton-Scott - Movistar Team - NTT Pro Cycling - Ineos Grenadiers - Jumbo-Visma - Team Sunweb - UAE Team Emirates - Trek-Segafredo ProTeams (3)- Arkéa-Samsic - B&B Hotels-Vital Concept p/b KTM - Total Direct Énergie |
| |

## Favoritos
- Primož Roglič (Jumbo-Visma): campeón de la última edición de la Vuelta a España; con 30 años y líder del Jumbo-Visma ha mostrado ser el hombre más fuerte del pelotón antes del Tour, sin embargo una caída durante el Dauphiné de este año le impidió coronarse campeón y de paso sembrar algunas dudas frente a su rendimiento en el Tour. Tiene el respaldo de un gran equipo que sin duda desafiará la hegemonía del INEOS de los últimos años.

- Egan Bernal (INEOS Grenadiers): el vigente campeón de 23 años llega como líder absoluto del INEOS Grenadiers ante la no inclusión de Geraint Thomas y Chris Froome para la ronda francesa. En competiciones previas se vio superado por Primož Roglič. Se retiró del Dauphiné por molestias en la espalda, para estar en plena capacidad para el Tour. A pesar de la ausencia de las dos estrellas británicas, estará respaldado por un gran equipo que combina experiencia y juventud, destacándose la inclusión a última hora del vigente ganador del Giro de Italia, el ecuatoriano Richard Carapaz.

- Tom Dumoulin (Jumbo-Visma): con 29 años, afronta su sexta participación en el Tour, probablemente el mejor ciclista del año 2018, vuelve a una gran vuelta luego de superar los problemas en una rodilla que lo marginaron el año pasado de las máximas pruebas del circuito profesional. Durante el Dauphiné mostró que llega en un buen nivel para apoyar a Primož Roglič e incluso tomar el rol de líder del equipo ante cualquier eventualidad.

- Thibaut Pinot (Groupama-FDJ): el ciclista francés de 30 años correrá su octavo Tour con la esperanza de lograr su primer título, teniendo en cuenta que el año pasado debió retirarse cuando tenía una amplia opción de ser el ganador. Sin lugar a dudas es la mayor esperanza local.

- Tadej Pogačar (UAE Team Emirates): el ciclista esloveno de 21 años correrá su primer Tour, sin ninguna presión pero con una calidad inmensa y un futuro bastante prometedor, puede ser una de las sorpresas, así como sorprendió en la Vuelta a España del año pasado con su tercer lugar, tendrá como coequiperos importantes al italiano Fabio Aru y al español David de la Cruz.

- Richard Carapaz (INEOS Grenadiers): el ciclista ecuatoriano de 27 años y actual campeón del Giro de Italia fue incluido a última hora como lugarteniente del colombiano Egan Bernal. Será su primer Tour y su desempeño será una incógnita, ya que su preparación estaba enfocada en defender el título obtenido en la última edición del Giro; sin embargo, será una gran oportunidad para que pueda seguir demostrando toda su calidad y, eventualmente, asumir el rol de jefe de filas según sea el desempeño de Bernal en la carrera. Hay que recordar que ya venció a Primož Roglič en una grande, específicamente en el Giro de Italia del 2019.

- Mikel Landa (Team Bahrain McLaren): el ciclista español de 30 años tendrá el privilegio de ser jefe absoluto de filas, cosa que no se había dado antes en la ronda francesa. Es la mayor esperanza española para lograr al menos el podio.

- Nairo Quintana (Arkéa Samsic): el ciclista colombiano de 30 años buscara ganar su primer Tour de Francia, tiene el respaldo de todo su equipo y ha tenido un gran inicio de temporada, viene de retirarse del Dauphiné por molestias en la rodilla por una caída que tuvo mientras practicaba en Colombia, solo le falta ganar el Tour de Francia para meterse a la lista de los ciclistas ganadores de las 3 vueltas.

Otros ciclistas a tener en cuenta son el alemán Emanuel Buchmann; los colombianos  Rigoberto Urán, Miguel Ángel López y Daniel Felipe Martínez, ganador de la última edición del Dauphiné; los franceses Romain Bardet, Julian Alaphilippe, Guillaume Martin, el australiano  Richie Porte y el británico Adam Yates.

## Etapas
| Etapa      | Fecha     | Recorrido                           | type             | Distancia (km) | Desnivel (m) | Ganador                | Líder              |
| ---------- | --------- | ----------------------------------- | ---------------- | -------------- | ------------ | ---------------------- | ------------------ |
| 1.ª etapa  | 29 de ago | Niza – Niza                         | etapa llana      | 156            | 1596 m       | Alexander Kristoff     | Alexander Kristoff |
| 2.ª etapa  | 30 de ago | Niza – Niza                         | etapa de montaña | 186            | 4044 m       | Julian Alaphilippe     | Julian Alaphilippe |
| 3.ª etapa  | 31 de ago | Niza – Sisteron                     | etapa llana      | 198            | 2978 m       | Caleb Ewan             | Julian Alaphilippe |
| 4.ª etapa  | 1 de sep  | Sisteron – Orcières Merlette 1850   | etapa escarpada  | 160,5          | 3200 m       | Primož Roglič          | Julian Alaphilippe |
| 5.ª etapa  | 2 de sep  | Gap – Privas                        | etapa llana      | 183            | 1388 m       | Wout van Aert          | Adam Yates         |
| 6.ª etapa  | 3 de sep  | Le Teil – Mont Aigoual              | etapa escarpada  | 191            | 3087 m       | Alexéi Lutsenko        | Adam Yates         |
| 7.ª etapa  | 4 de sep  | Millau – Lavaur                     | etapa llana      | 168            | 2007 m       | Wout van Aert          | Adam Yates         |
| 8.ª etapa  | 5 de sep  | Cazères – Loudenvielle              | etapa de montaña | 141            | 3821 m       | Nans Peters            | Adam Yates         |
| 9.ª etapa  | 6 de sep  | Pau – Laruns                        | etapa de montaña | 153            | 3500 m       | Tadej Pogačar          | Primož Roglič      |
|            | 7 de sep  | Día de descanso                     | Día de descanso  |                |              |                        |                    |
| 10.ª etapa | 8 de sep  | Isla de Oleron – Isla de Ré         | etapa llana      | 168,5          | 528 m        | Sam Bennett            | Primož Roglič      |
| 11.ª etapa | 9 de sep  | Châtelaillon-Plage – Poitiers       | etapa llana      | 167,5          | 1004 m       | Caleb Ewan             | Primož Roglič      |
| 12.ª etapa | 10 de sep | Chauvigny – Sarran                  | etapa escarpada  | 218            | 3389 m       | Marc Hirschi           | Primož Roglič      |
| 13.ª etapa | 11 de sep | Châtelguyon – Puy Mary              | etapa de montaña | 191,5          | 4459 m       | Daniel Felipe Martínez | Primož Roglič      |
| 14.ª etapa | 12 de sep | Clermont-Ferrand – Lyon             | etapa llana      | 194            | 2646 m       | Søren Kragh Andersen   | Primož Roglič      |
| 15.ª etapa | 13 de sep | Lyon – Grand Colombier              | etapa de montaña | 174,5          | 2734 m       | Tadej Pogačar          | Primož Roglič      |
|            | 14 de sep | Día de descanso                     | Día de descanso  |                |              |                        |                    |
| 16.ª etapa | 15 de sep | La Tour-du-Pin – Villard-de-Lans    | etapa de montaña | 164            | 3903 m       | Lennard Kämna          | Primož Roglič      |
| 17.ª etapa | 16 de sep | Grenoble – Col de la Loze           | etapa de montaña | 170            | 4430 m       | Miguel Ángel López     | Primož Roglič      |
| 18.ª etapa | 17 de sep | Méribel – La Roche-sur-Foron        | etapa de montaña | 175            | 5166 m       | Michał Kwiatkowski     | Primož Roglič      |
| 19.ª etapa | 18 de sep | Bourg-en-Bresse – Champagnole       | etapa llana      | 166,5          | 2208 m       | Søren Kragh Andersen   | Primož Roglič      |
| 20.ª etapa | 19 de sep | Lure – La Planche des Belles Filles | cronoescalada    | 36,2           | 962 m        | Tadej Pogačar          | Tadej Pogačar      |
| 21.ª etapa | 20 de sep | Mantes-la-Jolie – París             | etapa llana      | 122            | 788 m        | Sam Bennett            | Tadej Pogačar      |

## Clasificaciones finales
Las clasificaciones finalizaron de la siguiente forma:

### Clasificación general(Maillot Jaune)
| \| Clasificación general \| Clasificación general \| Clasificación general \| Clasificación general \| Clasificación general \| \| Ciclista \| Ciclista \| Equipo \| Tiempo \| \| \| --------------------- \| --------------------- \| -------------------------------- \| --------------------- \| --------------------- \| \| 1.º \| Tadej Pogačar \| UAE Team Emirates \| 87 h 20 min 05 s \| \| \| 2.º \| Primož Roglič \| Jumbo-Visma \| + 59 s \| \| \| 3.º \| Richie Porte \| Trek-Segafredo \| + 3 min 30 s \| \| \| 4.º \| Mikel Landa \| Bahrain McLaren \| + 5 min 58 s \| \| \| 5.º \| Enric Mas \| Movistar Team \| + 6 min 07 s \| \| \| 6.º \| Miguel Ángel López \| Astana \| + 6 min 47 s \| \| \| 7.º \| Tom Dumoulin \| Jumbo-Visma \| + 7 min 48 s \| \| \| 8.º \| Rigoberto Urán \| EF Pro Cycling \| + 8 min 02 s \| \| \| 9.º \| Adam Yates \| Mitchelton-Scott \| + 9 min 25 s \| \| \| 10.º \| Damiano Caruso \| Bahrain McLaren \| + 14 min 03 s \| \| \| 11.º \| Guillaume Martin \| Cofidis \| + 16 min 56 s \| \| \| 12.º \| Alejandro Valverde \| Movistar Team \| + 17 min 41 s \| \| \| 13.º \| Richard Carapaz \| Ineos Grenadiers \| + 25 min 53 s \| \| \| 14.º \| Warren Barguil \| Arkéa-Samsic \| + 31 min 04 s \| \| \| 15.º \| Sepp Kuss \| Jumbo-Visma \| + 42 min 20 s \| \| \| 16.º \| Pello Bilbao \| Bahrain McLaren \| + 55 min 56 s \| \| \| 17.º \| Nairo Quintana \| Arkéa-Samsic \| + 1 h 03 min 07 s \| \| \| 18.º \| Pierre Rolland \| B&B Hotels-Vital Concept p/b KTM \| + 1 h 08 min 26 s \| \| \| 19.º \| Carlos Verona \| Movistar Team \| + 1 h 19 min 54 s \| \| \| 20.º \| Wout van Aert \| Jumbo-Visma \| + 1 h 20 min 31 s \| \| \| 21.º \| Marc Soler \| Movistar Team \| + 1 h 31 min 53 s \| \| \| 22.º \| Gorka Izagirre \| Astana \| + 1 h 36 min 12 s \| \| \| 23.º \| Esteban Chaves \| Mitchelton-Scott \| + 1 h 38 min 45 s \| \| \| 24.º \| Sébastien Reichenbach \| Groupama-FDJ \| + 1 h 39 min 27 s \| \| \| 25.º \| Kenny Elissonde \| Trek-Segafredo \| + 1 h 40 min 06 s \| \| |                       |                                  |                   |
| |                       |                                  |                   |
| Fuente: ProCyclingStats |                       |                                  |                   |
| Clasificación general |                       |                                  |                   |
| Ciclista | Ciclista              | Equipo                           | Tiempo            |
| 1.º | Tadej Pogačar         | UAE Team Emirates                | 87 h 20 min 05 s  |
| 2.º | Primož Roglič         | Jumbo-Visma                      | + 59 s            |
| 3.º | Richie Porte          | Trek-Segafredo                   | + 3 min 30 s      |
| 4.º | Mikel Landa           | Bahrain McLaren                  | + 5 min 58 s      |
| 5.º | Enric Mas             | Movistar Team                    | + 6 min 07 s      |
| 6.º | Miguel Ángel López    | Astana                           | + 6 min 47 s      |
| 7.º | Tom Dumoulin          | Jumbo-Visma                      | + 7 min 48 s      |
| 8.º | Rigoberto Urán        | EF Pro Cycling                   | + 8 min 02 s      |
| 9.º | Adam Yates            | Mitchelton-Scott                 | + 9 min 25 s      |
| 10.º | Damiano Caruso        | Bahrain McLaren                  | + 14 min 03 s     |
| 11.º | Guillaume Martin      | Cofidis                          | + 16 min 56 s     |
| 12.º | Alejandro Valverde    | Movistar Team                    | + 17 min 41 s     |
| 13.º | Richard Carapaz       | Ineos Grenadiers                 | + 25 min 53 s     |
| 14.º | Warren Barguil        | Arkéa-Samsic                     | + 31 min 04 s     |
| 15.º | Sepp Kuss             | Jumbo-Visma                      | + 42 min 20 s     |
| 16.º | Pello Bilbao          | Bahrain McLaren                  | + 55 min 56 s     |
| 17.º | Nairo Quintana        | Arkéa-Samsic                     | + 1 h 03 min 07 s |
| 18.º | Pierre Rolland        | B&B Hotels-Vital Concept p/b KTM | + 1 h 08 min 26 s |
| 19.º | Carlos Verona         | Movistar Team                    | + 1 h 19 min 54 s |
| 20.º | Wout van Aert         | Jumbo-Visma                      | + 1 h 20 min 31 s |
| 21.º | Marc Soler            | Movistar Team                    | + 1 h 31 min 53 s |
| 22.º | Gorka Izagirre        | Astana                           | + 1 h 36 min 12 s |
| 23.º | Esteban Chaves        | Mitchelton-Scott                 | + 1 h 38 min 45 s |
| 24.º | Sébastien Reichenbach | Groupama-FDJ                     | + 1 h 39 min 27 s |
| 25.º | Kenny Elissonde       | Trek-Segafredo                   | + 1 h 40 min 06 s |

### Clasificación por puntos(Maillot Vert)
| Clasificación por puntos | Clasificación por puntos | Clasificación por puntos         | Clasificación por puntos | Clasificación por puntos |
| Ciclista                 | Ciclista                 | Equipo                           | Puntos                   |                          |
| ------------------------ | ------------------------ | -------------------------------- | ------------------------ | ------------------------ |
| 1.º                      | Sam Bennett              | Deceuninck-Quick Step            | 380 pts                  |                          |
| 2.º                      | Peter Sagan              | Bora-Hansgrohe                   | 284 pts                  |                          |
| 3.º                      | Matteo Trentin           | CCC Team                         | 260 pts                  |                          |
| 4.º                      | Bryan Coquard            | B&B Hotels-Vital Concept p/b KTM | 181 pts                  |                          |
| 5.º                      | Wout van Aert            | Jumbo-Visma                      | 174 pts                  |                          |
| 6.º                      | Caleb Ewan               | Lotto-Soudal                     | 170 pts                  |                          |
| 7.º                      | Julian Alaphilippe       | Deceuninck-Quick Step            | 150 pts                  |                          |
| 8.º                      | Tadej Pogačar            | UAE Team Emirates                | 143 pts                  |                          |
| 9.º                      | Søren Kragh Andersen     | Team Sunweb                      | 138 pts                  |                          |
| 10.º                     | Michael Mørkøv           | Deceuninck-Quick Step            | 138 pts                  |                          |

### Clasificación de la montaña(Maillot à Pois Rouges)
| Clasificación de la montaña | Clasificación de la montaña | Clasificación de la montaña      | Clasificación de la montaña | Clasificación de la montaña |
| Ciclista                    | Ciclista                    | Equipo                           | Puntos                      |                             |
| --------------------------- | --------------------------- | -------------------------------- | --------------------------- | --------------------------- |
| 1.º                         | Tadej Pogačar               | UAE Team Emirates                | 82 pts                      |                             |
| 2.º                         | Richard Carapaz             | Ineos Grenadiers                 | 74 pts                      |                             |
| 3.º                         | Primož Roglič               | Jumbo-Visma                      | 67 pts                      |                             |
| 4.º                         | Marc Hirschi                | Team Sunweb                      | 62 pts                      |                             |
| 5.º                         | Miguel Ángel López          | Astana                           | 51 pts                      |                             |
| 6.º                         | Benoît Cosnefroy            | AG2R La Mondiale                 | 36 pts                      |                             |
| 7.º                         | Pierre Rolland              | B&B Hotels-Vital Concept p/b KTM | 36 pts                      |                             |
| 8.º                         | Richie Porte                | Trek-Segafredo                   | 36 pts                      |                             |
| 9.º                         | Nans Peters                 | AG2R La Mondiale                 | 32 pts                      |                             |
| 10.º                        | Lennard Kämna               | Bora-Hansgrohe                   | 27 pts                      |                             |

### Clasificación del mejor joven(Maillot Blanc)
| Clasificación del mejor joven | Clasificación del mejor joven | Clasificación del mejor joven | Clasificación del mejor joven | Clasificación del mejor joven |
| Ciclista                      | Ciclista                      | Equipo                        | Tiempo                        |                               |
| ----------------------------- | ----------------------------- | ----------------------------- | ----------------------------- | ----------------------------- |
| 1.º                           | Tadej Pogačar                 | UAE Team Emirates             | 87 h 20 min 05 s              |                               |
| 2.º                           | Enric Mas                     | Movistar Team                 | + 6 min 07 s                  |                               |
| 3.º                           | Valentin Madouas              | Groupama-FDJ                  | + 1 h 42 min 43 s             |                               |
| 4.º                           | Daniel Felipe Martínez        | EF Pro Cycling                | + 1 h 55 min 12 s             |                               |
| 5.º                           | Lennard Kämna                 | Bora-Hansgrohe                | + 2 h 15 min 39 s             |                               |
| 6.º                           | Harold Tejada                 | Astana                        | + 2 h 37 min 02 s             |                               |
| 7.º                           | Niklas Eg                     | Trek-Segafredo                | + 2 h 50 min 04 s             |                               |
| 8.º                           | Marc Hirschi                  | Team Sunweb                   | + 2 h 54 min 34 s             |                               |
| 9.º                           | Neilson Powless               | EF Pro Cycling                | + 3 h 03 min 09 s             |                               |
| 10.º                          | Pavel Sivakov                 | Ineos Grenadiers              | + 4 h 15 min 38 s             |                               |

### Clasificación por equipos(Classement par Équipe)
| Clasificación por equipos | Clasificación por equipos | Clasificación por equipos | Clasificación por equipos |
| Equipo                    | Equipo                    | Tiempo                    |                           |
| ------------------------- | ------------------------- | ------------------------- | ------------------------- |
| 1.º                       | Movistar Team             | 262 h 14 min 58 s         |                           |
| 2.º                       | Jumbo-Visma               | + 18 min 31 s             |                           |
| 3.º                       | Bahrain McLaren           | + 57 min 10 s             |                           |
| 4.º                       | EF Pro Cycling            | + 1 h 16 min 43 s         |                           |
| 5.º                       | Ineos Grenadiers          | + 1 h 32 min 01 s         |                           |
| 6.º                       | Trek-Segafredo            | + 1 h 39 min 39 s         |                           |
| 7.º                       | Astana                    | + 1 h 47 min 15 s         |                           |
| 8.º                       | AG2R La Mondiale          | + 2 h 58 min 47 s         |                           |
| 9.º                       | UAE Team Emirates         | + 3 h 06 min 46 s         |                           |
| 10.º                      | Mitchelton-Scott          | + 3 h 25 min 10 s         |                           |

## Evolución de las clasificaciones
| Etapa                   |                         | Ganador _              | Clasificación general | Puntos             | Montaña          | Jóvenes       | Combatividad          | Equipo         |
| ----------------------- | ----------------------- | ---------------------- | --------------------- | ------------------ | ---------------- | ------------- | --------------------- | -------------- |
| 1.ª etapa               | etapa llana             | Alexander Kristoff     | Alexander Kristoff    | Alexander Kristoff | Fabien Grellier  | Mads Pedersen | Michael Schär         | Trek-Segafredo |
| 2.ª etapa               | etapa de montaña        | Julian Alaphilippe     | Julian Alaphilippe    | Alexander Kristoff | Benoît Cosnefroy | Marc Hirschi  | Benoît Cosnefroy      | Trek-Segafredo |
| 3.ª etapa               | etapa llana             | Caleb Ewan             | Julian Alaphilippe    | Peter Sagan        | Benoît Cosnefroy | Marc Hirschi  | Jérôme Cousin         | Trek-Segafredo |
| 4.ª etapa               | etapa escarpada         | Primož Roglič          | Julian Alaphilippe    | Peter Sagan        | Benoît Cosnefroy | Tadej Pogačar | Krists Neilands       | EF Pro Cycling |
| 5.ª etapa               | etapa llana             | Wout van Aert          | Adam Yates            | Sam Bennett        | Benoît Cosnefroy | Tadej Pogačar | Wout Poels            | EF Pro Cycling |
| 6.ª etapa               | etapa escarpada         | Alexéi Lutsenko        | Adam Yates            | Sam Bennett        | Benoît Cosnefroy | Tadej Pogačar | Nicolas Roche         | EF Pro Cycling |
| 7.ª etapa               | etapa llana             | Wout van Aert          | Adam Yates            | Peter Sagan        | Benoît Cosnefroy | Egan Bernal   | Daniel Oss            | EF Pro Cycling |
| 8.ª etapa               | etapa de montaña        | Nans Peters            | Adam Yates            | Peter Sagan        | Benoît Cosnefroy | Egan Bernal   | Nans Peters           | EF Pro Cycling |
| 9.ª etapa               | etapa de montaña        | Tadej Pogačar          | Primož Roglič         | Peter Sagan        | Benoît Cosnefroy | Egan Bernal   | Marc Hirschi          | Movistar Team  |
| 10.ª etapa              | etapa llana             | Sam Bennett            | Primož Roglič         | Sam Bennett        | Benoît Cosnefroy | Egan Bernal   | no otorgado           | Movistar Team  |
| 11.ª etapa              | etapa llana             | Caleb Ewan             | Primož Roglič         | Sam Bennett        | Benoît Cosnefroy | Egan Bernal   | Matthieu Ladagnous    | Movistar Team  |
| 12.ª etapa              | etapa escarpada         | Marc Hirschi           | Primož Roglič         | Sam Bennett        | Benoît Cosnefroy | Egan Bernal   | Marc Hirschi          | Movistar Team  |
| 13.ª etapa              | etapa de montaña        | Daniel Felipe Martínez | Primož Roglič         | Sam Bennett        | Benoît Cosnefroy | Tadej Pogačar | Maximilian Schachmann | EF Pro Cycling |
| 14.ª etapa              | etapa llana             | Søren Kragh Andersen   | Primož Roglič         | Sam Bennett        | Benoît Cosnefroy | Tadej Pogačar | Stefan Küng           | EF Pro Cycling |
| 15.ª etapa              | etapa de montaña        | Tadej Pogačar          | Primož Roglič         | Sam Bennett        | Benoît Cosnefroy | Tadej Pogačar | Pierre Rolland        | Movistar Team  |
| 16.ª etapa              | etapa de montaña        | Lennard Kämna          | Primož Roglič         | Sam Bennett        | Benoît Cosnefroy | Tadej Pogačar | Richard Carapaz       | Movistar Team  |
| 17.ª etapa              | etapa de montaña        | Miguel Ángel López     | Primož Roglič         | Sam Bennett        | Tadej Pogačar    | Tadej Pogačar | Julian Alaphilippe    | Movistar Team  |
| 18.ª etapa              | etapa de montaña        | Michał Kwiatkowski     | Primož Roglič         | Sam Bennett        | Richard Carapaz  | Tadej Pogačar | Marc Hirschi          | Movistar Team  |
| 19.ª etapa              | etapa llana             | Søren Kragh Andersen   | Primož Roglič         | Sam Bennett        | Richard Carapaz  | Tadej Pogačar | Rémi Cavagna          | Movistar Team  |
| 20.ª etapa              | cronoescalada           | Tadej Pogačar          | Tadej Pogačar         | Sam Bennett        | Tadej Pogačar    | Tadej Pogačar | no otorgado           | Movistar Team  |
| 21.ª etapa              | etapa llana             | Sam Bennett            | Tadej Pogačar         | Sam Bennett        | Tadej Pogačar    | Tadej Pogačar | no otorgado           | Movistar Team  |
| Clasificaciones finales | Clasificaciones finales |                        | Tadej Pogačar         | Sam Bennett        | Tadej Pogačar    | Tadej Pogačar | no otorgado           | Movistar Team  |

## Ciclistas participantes y posiciones finales
Convenciones:
- AB-N: Abandono en la etapa "N"
- FLT-N: Retiro por llegada fuera del límite de tiempo en la etapa "N"
- NTS-N: No tomó la salida para la etapa "N"
- DES-N: Descalificado o expulsado en la etapa "N"

## UCI World Ranking
El Tour de Francia otorgó puntos para el UCI World Ranking para corredores de los equipos en las categorías UCI WorldTeam, UCI ProTeam y Continental. Las siguientes tablas son el baremo de puntuación y los 10 corredores que obtuvieron más puntos:
| Posición                 | 1.º  | 2.º | 3.º | 4.º | 5.º | 6.º | 7.º | 8.º | 9.º | 10.º | 11.º | 12.º | 13.º | 14.º | 15.º | 16.º | 17.º | 18.º | 19.º | 20.º | 21.º-25.º | 26.º-30.º | 31.º-40.º | 41.º-50.º | 51.º-55.º | 56.º-60.º |
| Clasificación general    | 1000 | 800 | 675 | 575 | 475 | 400 | 325 | 275 | 225 | 175  | 150  | 125  | 105  | 85   | 75   | 70   | 65   | 60   | 55   | 50   | 40        | 30        | 25        | 20        | 15        | 10        |
| Por etapa                | 120  | 50  | 25  | 15  | 5   |     |     |     |     |      |      |      |      |      |      |      |      |      |      |      |           |           |           |           |           |           |
| Líder                    | 25   |     |     |     |     |     |     |     |     |      |      |      |      |      |      |      |      |      |      |      |           |           |           |           |           |           |
| Clasificación secundaria | 120  | 50  | 25  |     |     |     |     |     |     |      |      |      |      |      |      |      |      |      |      |      |           |           |           |           |           |           |

| Clasificación |                    |                       |         |       |       |            |       |
| Posición      | Ciclista           | Equipo                | General | Etapa | Líder | Secundaria | Total |
| ------------- | ------------------ | --------------------- | ------- | ----- | ----- | ---------- | ----- |
| 1.º           | Tadej Pogačar      | UAE Emirates          | 1000    | 440   | 25    | 120        | 1585  |
| 2.º           | Primož Roglič      | Jumbo-Visma           | 800     | 290   | 275   | 25         | 1390  |
| 3.º           | Richie Porte       | Trek-Segafredo        | 675     | 55    | -     | -          | 730   |
| 4.º           | Mikel Landa        | Bahrain McLaren       | 575     | 5     | -     | -          | 580   |
| 5.º           | Miguel Ángel López | Astana                | 400     | 135   | -     | -          | 535   |
| 6.º           | Sam Bennett        | Deceuninck-Quick Step | -       | 380   | -     | 120        | 500   |
| 7.º           | Enric Mas          | Movistar              | 475     | 5     | -     | -          | 480   |
| 8.º           | Tom Dumoulin       | Jumbo-Visma           | 325     | 50    | -     | -          | 375   |
| 9.º           | Wout van Aert      | Jumbo-Visma           | 50      | 305   | -     | -          | 355   |
| 10.º          | Adam Yates         | Mitchelton-Scott      | 225     | 25    | 100   | -          | 350   |

Nota:
1. ↑  Solo aplica para las clasificaciones por puntos y montaña.